# Dragande motor

Cessna 172 Skyhawk med dragande motor och propeller.

Dragande motor är en teknisk beskrivning som betyder att ett motordrivet fordon har motorn monterad framtill på ekipaget och därmed ”drar” följande efter sig under gång. Motsatsen är ”skjutande motor” (bakmonterad motor). Motorns placering är viktig utifrån viktegenskaper med mera.
Begreppet används främst inom flyget och avser där att motorn (som kan vara en kolvmotor eller turbopropmotor) sitter bakom den propeller den driver.

## Dragande propeller
Dragande propeller är ett besläktat begrepp som istället avser att en drivande propeller sitter monterad framför sin drivaxel i den riktning som fordonet ska gå åt och "drager" denna bakom sig under gång (jämför skjutande propeller).
Dragande propellrar förekommer vanligen hos propellerflygplan, då traditionellt sittande framför fordonets motor/motorer, men förekommer även hos zeppelinare, svävare och vissa helikoptrar med framåtriktade extrapropellrar. Historiskt har det även testats dragande propeller på aktersnurror vid enstaka tillfällen.